# Branko Milisavljević
Branko Milisavljević (in serbo Брaнко Милисaвљевић?; Užice, 21 luglio 1976) è un ex cestista e allenatore di pallacanestro serbo.